# Nicolas Birnbaum
Nicolas Birnbaum (Mensdorf, 19 juni 1880 – Luxemburg-Stad, 23 april 1954) was een Luxemburgs meubelmaker en interieurarchitect.

## Leven en werk
Nicolas Birnbaum was een zoon van schrijnwerker Nicolas Birnbaum sr. en Margaretha Thommes. Birnbaum volgde als meubelontwerper en -maker in zijn vaders voetspoor. Hij had daarnaast een eigen bureau voor interieurarchitectuur.
Birnbaum sloot zich aan bij de Cercle Artistique de Luxembourg (CAL) en exposeerde van 1910 tot 1923 op de jaarlijkse salons van de kunstenaarsvereniging. Hij toonde er onder meer meubels, ontwerpen en foto's van zijn werk. In 1914 kende een jury bestaande uit Mathias Mongenast, directeur-generaal van financiën, Antoine Hirsch, directeur van de ambachtsschool en Ferdinand d'Huart, voorzitter van de CAL, de eerste Prix Grand-Duc Adolphe voor toegepaste kunst ex aequo toe aan Birnbaum en Pierre Kipgen. Naar aanleiding van zijn deelname in 1917 noemde het Escher Tageblatt hem "een bekwaam meubelarchitect, bij wie een bekwaamheid in al te grote bescheidenheid is gehuld. Zijn composities dragen het stempel van degelijkheid en zijn altijd in overeenstemming met de stijl." Samen met Michel Haagen leidde hij dat jaar groothertogin Maria Adelheid rond op de afdeling 'kunsten en ambachten' op de Salon du CAL. In 1923 won Birnbaum een gouden medaille op de internationale expositie in Esch-sur-Alzette.
Nicolas Birnbaum overleed op 73-jarige leeftijd.

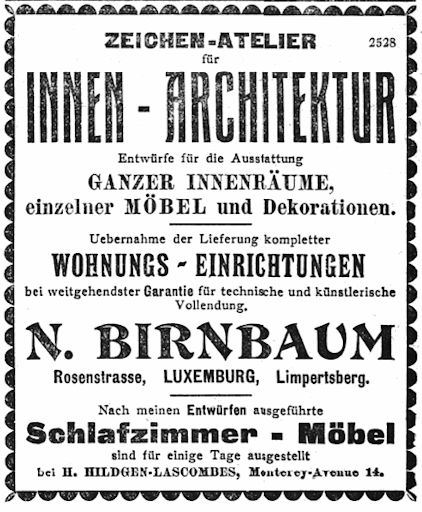
"Zeichen-atelier für Innen-Architektur" (1912)
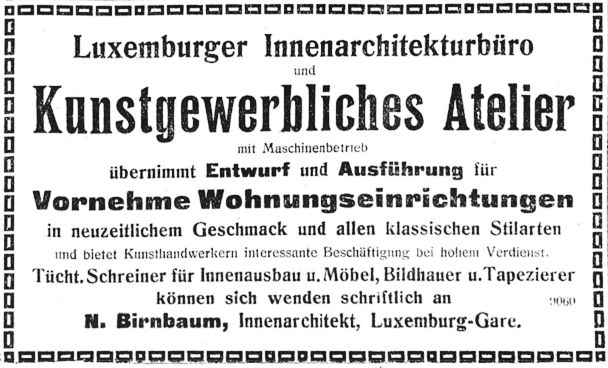
"Luxemburger Innenarchitektbüro und Kunstgewerbliche Atelier" (1920)